# Wendels Bryggeri
AB Wendels Bryggeri var ett bryggeri verksamt i Kristianstad 1854 till 1896. Bryggeriet låg i kvarteret Otto Marsvin.

## Historik
Företaget grundades 1854 som Bayerska bryggeribolaget i Christianstad och lades ner 1896. En av de ursprungliga grundarna Elias Wendel blev ensam ägare och överlät företaget på sina barn 1884. Bryggeriet tillverkade öl av råvarorna vatten, jäst, malt och humle. 1891-1895 hade företaget 11 arbetare och tillverkade 250 000 liter bayerskt öl, 140 000 liter svenskt öl och 160 000 liter svagdricka till ett värde av 31 000 kronor. Troligen rör siffrorna den årliga produktionen.